# Região Geográfica Imediata de Maravilha
A Região Geográfica Imediata de Maravilha é uma das 24 regiões imediatas do estado brasileiro de Santa Catarina, uma das 7 regiões imediatas que compõem a Região Geográfica Intermediária de Chapecó e uma das 509 regiões imediatas no Brasil, criadas pelo IBGE em 2017.
É composta por 8 municípios tendo uma população total conforme censo do IBGE de 2022 de 55 695 habitantes e uma área de 1 029,3 km² .

## Municípios
Fonte: IBGE - Censo 2022
| Região geográfica imediata | Código | Posição | Municípios                   | População Censo 2022 | Área (km²) |
| -------------------------- | ------ | ------- | ---------------------------- | -------------------- | ---------- |
| Maravilha                  | 420011 | 1       | Maravilha                    | 28 251               | 170,339    |
| Maravilha                  | 420011 | 2       | Cunha Porã                   | 10 953               | 220,099    |
| Maravilha                  | 420011 | 3       | Iraceminha                   | 3 986                | 165,147    |
| Maravilha                  | 420011 | 4       | Saltinho                     | 3 632                | 156,568    |
| Maravilha                  | 420011 | 5       | Santa Terezinha do Progresso | 2 576                | 119,653    |
| Maravilha                  | 420011 | 6       | Tigrinhos                    | 2 329                | 56,962     |
| Maravilha                  | 420011 | 7       | Bom Jesus do Oeste           | 2 187                | 67,777     |
| Maravilha                  | 420011 | 8       | São Miguel da Boa Vista      | 1 781                | 72,755     |

1. ↑  «Divisão Regional do Brasil». IBGE. 2017. Consultado em 1 de setembro de 2017. Cópia arquivada em 1 de setembro de 2017
2. 1 2